# Gobemouche pâle
Agricola pallidus
Espèce
Statut de conservation UICN

 LC  : Préoccupation mineure
Le Gobemouche pâle (Agricola pallidus) est une espèce d’oiseaux de la famille des Muscicapidae.
Cet oiseau vit en Afrique subsaharienne (rare en Afrique australe).

## Taxonomie
S'appuyant sur diverses études phylogéniques montrant que cette espèce appartient à un clade d'espèces proches, le Congrès ornithologique international (classification version 4.1, 2014) la transfère avec ces espèces dans genre Melaenornis.